# Khirbet Ghazaleh (nahija)
Nahija Khirbet Ghazaleh (ar. ناحية خربة غزالة) je nahija u okrugu Daraa, u sirijskoj pokrajini Daraa. Po popisu iz 2004. (prije rata), nahija je imala 44.266 stanovnika. Administrativno sjedište je u naselju Khirbet Ghazaleh.